# Liste der Biografien/Weil
Liste der Biografien |
Portal Biografien |
Personensuche
# |
A |
B |
C |
D |
E |
F |
G |
H |
I |
J |
K |
L |
M |
N |
O |
P |
Q |
R |
S |
T |
U |
V |
W |
X |
Y |
Z |
?
 
Wa |
Wc |
Wd |
We |
Wh |
Wi |
Wj |
Wl |
Wn |
Wo |
Wr |
Ws |
Wt |
Wu |
Ww |
Wy |
Wz
 
Wea |
Web |
Wec |
Wed |
Wee |
Wef |
Weg |
Weh |
Wei |
Wej |
Wek |
Wel |
Wem |
Wen |
Weo |
Wep |
Wer |
Wes |
Wet |
Weu |
Wev |
Wew |
Wex |
Wey |
Wez
 
Weia |
Weib |
Weic |
Weid |
Weie |
Weif |
Weig |
Weih |
Weij |
Weik |
Weil |
Weim |
Wein |
Weip |
Weir |
Weis |
Weit |
Weix |
Weiz
Die Liste der Biografien führt alle Personen auf, die in der deutschsprachigen Wikipedia einen Artikel haben. Dieses ist eine Teilliste mit 245 Einträgen von Personen, deren Namen mit den Buchstaben „Weil“ beginnt.

## Weil
- Weil, Abraham (1834–1900), bayerischer Finanzbeamter jüdischer Abstammung; Ehrenbürger von Leimersheim in Rheinland-Pfalz
- Weil, Adolf (1848–1916), deutscher Mediziner
- Weil, Adolf (1938–2011), deutscher Motocrossfahrer
- Weil, Albert (1880–1945), französischer Segler
- Weil, Alexander (1956–2022), deutscher Journalist, Autor und Filmemacher
- Weil, Alfred (* 1951), deutscher Buddhist, Vorsitzender der Deutschen Buddhistischen Union
- Weil, André (1906–1998), französischer MathematikerAndré Weil (1906–1998)

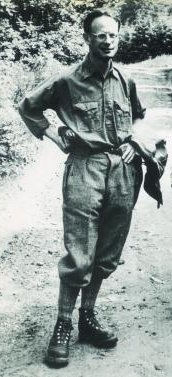
André Weil (1906–1998)

- Weil, Anton (* 1989), deutscher Schauspieler
- Weil, Arthur (1880–1959), französischer Rabbiner
- Weil, Barbara (1933–2018), US-amerikanische Künstlerin
- Weil, Bruno (1883–1961), deutsch-argentinischer Rechtsanwalt, Politiker und Autor
- Weil, Bruno (* 1949), deutscher Dirigent
- Weil, Celina (* 2000), deutsches Model
- Weil, Christine, deutsche Diplomatin
- Weil, Christof (* 1954), deutscher Diplomat
- Weil, Cynthia (1940–2023), US-amerikanische Songwriterin und MusikproduzentinCynthia Weil (1940–2023)

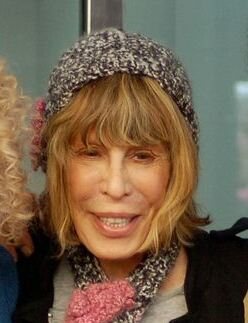
Cynthia Weil (1940–2023)

- Weil, Dan, französischer Szenenbildner
- Weil, Edgar (1908–1941), deutscher Dramaturg und Kaufmann
- Weil, Edmund (1879–1922), deutschböhmisch-österreichischer Bakteriologe
- Weil, Ekkehard, deutscher Neonazi und Rechtsterrorist
- Weil, Elisheva (* 1996), israelische Schauspielerin
- Weil, Else (1889–1942), deutsche Ärztin und Ehefrau von Kurt Tucholsky
- Weil, Eric (1904–1977), deutsch-französischer Philosoph
- Weil, Ernö (* 1947), deutscher Musikwissenschaftler, Intendant und Regisseur
- Weil, Ernst (1919–1981), deutscher Künstler
- Weil, Felix (1898–1975), deutsch-argentinischer Mäzen
- Weil, Francesca (* 1962), deutsche Neuzeithistorikerin
- Weil, Gérard E. (1926–1986), französischer Alttestamentler
- Weil, Gerhard (1888–1966), preußischer Landrat
- Weil, Gerry (1939–2024), österreichisch-venezolanischer Musiker
- Weil, Gert (* 1960), chilenischer Leichtathlet
- Weil, Gotthold (1882–1960), deutsch-israelischer Orientalist und Bibliothekar
- Weil, Grete (1906–1999), deutsche Schriftstellerin, Übersetzerin und Fotografin
- Weil, Günter (* 1937), deutscher Radrennfahrer
- Weil, Gustav (1808–1889), deutscher Orientalist
- Weil, Hans (1898–1972), deutscher Pädagoge
- Weil, Heinz (1913–1998), deutscher Widerstandskämpfer gegen den Nationalsozialismus
- Weil, Henri (1818–1909), deutsch-französischer Altphilologe und Literaturwissenschaftler
- Weil, Hermann (1868–1927), deutsch-argentinischer Unternehmer
- Weil, Hermann (1876–1949), deutscher Opernsänger des Stimmfaches Bariton
- Weil, Jack (1901–2008), US-amerikanischer Unternehmer und Modeschöpfer
- Weil, Jakob, deutscher Rabbiner
- Weil, Jiří (1900–1959), tschechischer Schriftsteller, Literaturkritiker, Journalist und Übersetzer
- Weil, Jo (* 1977), deutscher Schauspieler, Synchronsprecher, Sänger und AutorJo Weil (* 1977)

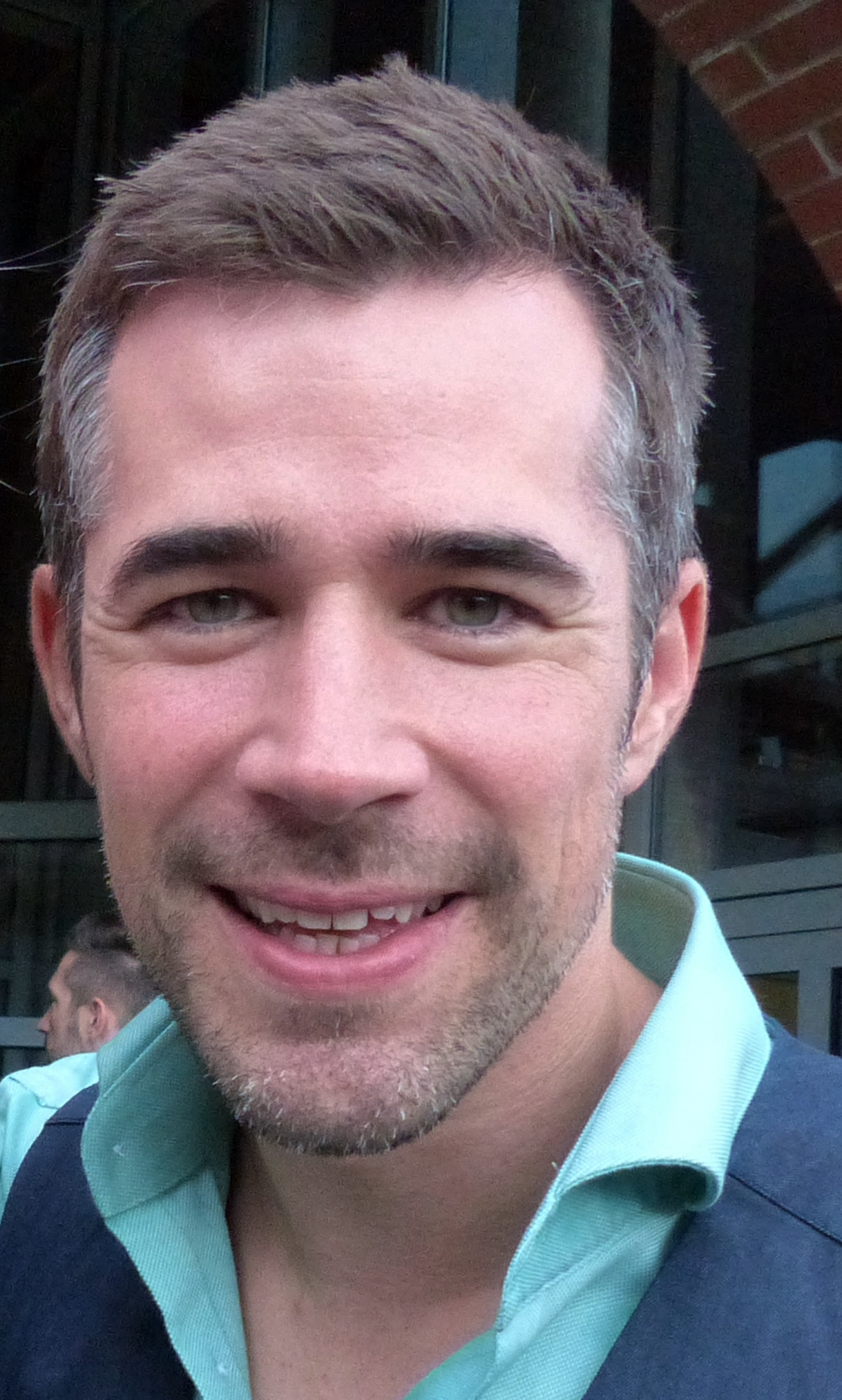
Jo Weil (* 1977)

- Weil, Josh (* 1976), US-amerikanischer Schriftsteller und Hochschullehrer
- Weil, Julius (* 1847), deutscher Jurist und Schriftsteller
- Weil, Jürgen (1939–2020), österreichischer Physiker und Schriftsteller
- Weil, Konrad Georg (1927–2009), deutscher Chemiker (Physikalische Chemie)
- Weil, Kurt (1932–2012), Schweizer Jazzmusiker und Musikmanager
- Weil, Lisl (1910–2006), österreichisch-US-amerikanische Künstlerin
- Weil, Liza (* 1977), US-amerikanische SchauspielerinLiza Weil (* 1977)

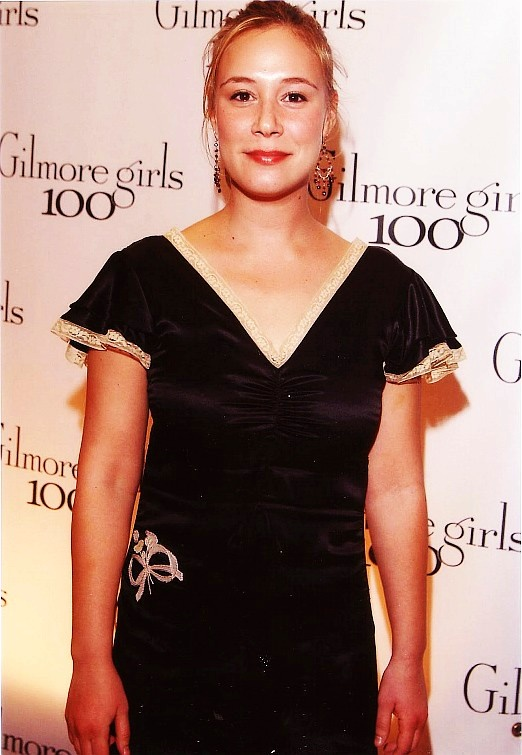
Liza Weil (* 1977)

- Weil, Manfred (1920–2015), deutscher Überlebender des Holocaust, Buchautor, Maler und Träger des Bundesverdienstkreuzes
- Weil, Marianne (* 1947), deutsche Autorin und Regisseurin von Hörspiel-Montagen und Radio-Features
- Weil, Mark (1952–2007), usbekischer Theaterregisseur und -leiter
- Weil, Martina (* 1999), chilenische Sprinterin Herkunft
- Weil, Nathanael (1687–1769), Oberlandrabbiner in Baden und Talmudist
- Weil, Otto (1884–1929), deutscher Maler und Grafiker
- Weil, Patrick (* 1956), französischer Historiker und Politikwissenschaftler
- Weil, Philip (* 1990), deutscher Schauspieler
- Weil, Prosper (1926–2018), französischer Jurist
- Weil, Raymond (1926–2014), Schweizer Uhrmacher
- Weil, Rémi (1899–1943), französischer Wasserspringer und Schwimmer
- Weil, Richard (1875–1917), deutscher Apotheker und Unternehmer
- Weil, Richard (1876–1917), US-amerikanischer Arzt und Krebsforscher
- Weil, Richard (* 1988), deutscher Fußballspieler
- Weil, Robert (1881–1960), österreichischer Autor und Kabarettist
- Weil, Rolf A. (1921–2017), deutsch-amerikanischer Ökonom und Universitätspräsident, Emigrant
- Weil, Rudolf (1848–1914), deutscher Bibliothekar und Numismatiker
- Weil, Shraga (1918–2009), israelischer Maler und Grafiker
- Weil, Simone (1909–1943), französische Philosophin und Autorin
- Weil, Stefan (* 1963), deutscher Grafikdesigner und Fanzine-Herausgeber
- Weil, Stephan (* 1958), deutscher Jurist und Politiker (SPD), Niedersächsischer MinisterpräsidentStephan Weil (* 1958)

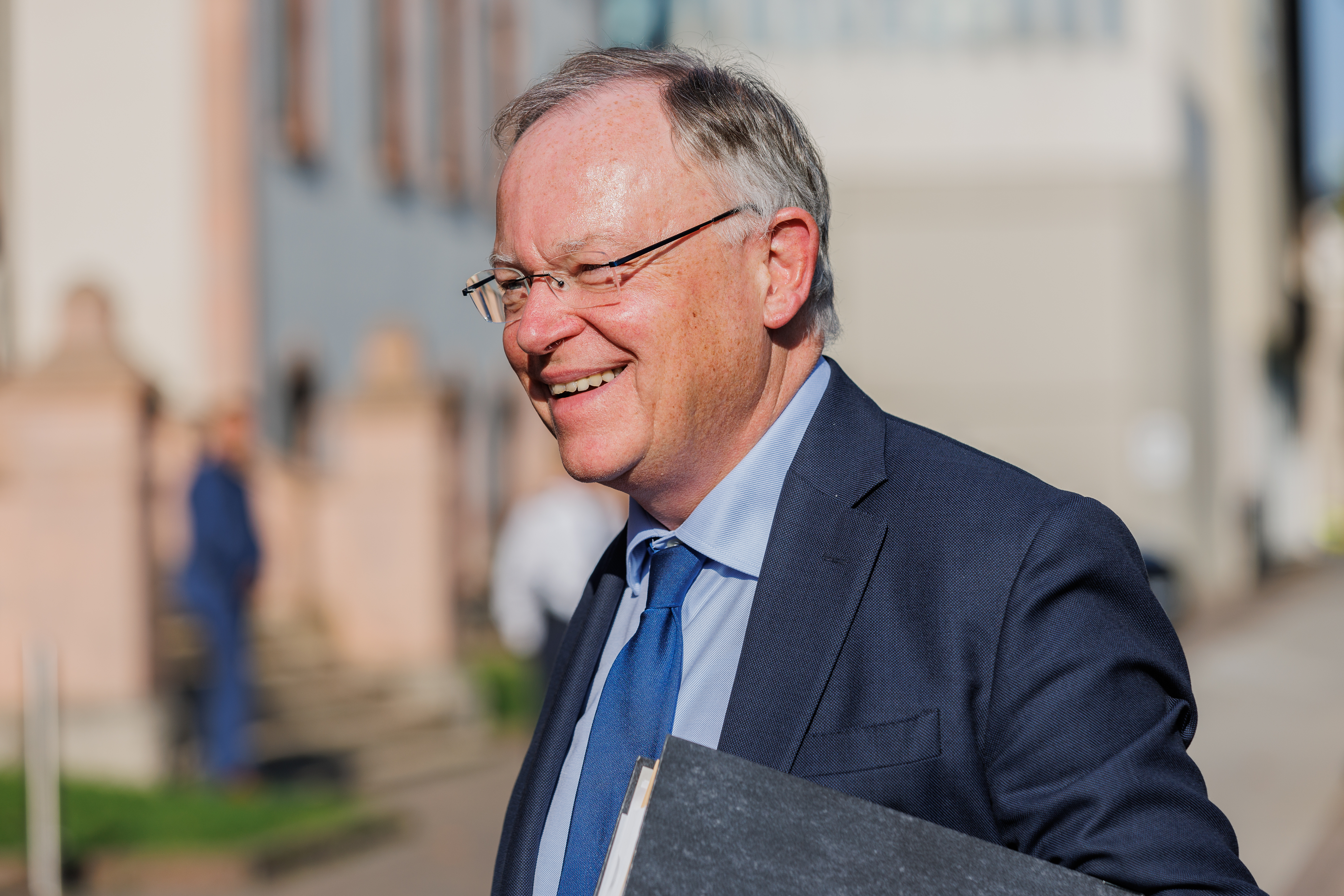
Stephan Weil (* 1958)

- Weil, Tanja (* 1973), deutsche Chemikerin
- Weil, Thomas (* 1944), deutscher Architekt, Designer und Künstler mit dem Thema Ornament
- Weil, Tia (1721–1805), Oberlandesrabbiner in Baden und rabbinischer Gelehrter
- Weil, Torsten (* 1970), deutscher Politiker (Die Linke)
- Weil, Wolf (1912–1988), Vorsitzender der Israelitischen Kultusgemeinde in Hof, Kaufmann
- Weil, Wolfgang (* 1912), österreichischer Schachspieler

### Weila
- Weila, Ilguilas (* 1957), nigrischer Aktivist gegen Sklaverei
- Weilacher, Udo (* 1963), deutscher Landschaftsarchitekt
- Weiland (* 2000), US-amerikanischer Rapper, Sänger, Produzent und Songwriter
- Weiland, Adolf (* 1953), deutscher Politiker (CDU), MdL
- Weiland, Albrecht (* 1955), deutscher Verleger und Christlicher Archäologe
- Weiland, Alfred (1906–1978), deutscher Journalist und Teil einer Widerstandsgruppe gegen die SED-Diktatur
- Weiland, Andreas (* 1966), deutscher Automobilrennfahrer
- Weiland, Carl Ferdinand (1782–1847), deutscher Kartograph, württembergischer Hauptmann z.D.
- Weiland, Cooney (1904–1985), kanadischer Eishockeyspieler
- Weiland, Dennis (* 1974), deutscher FußballspielerDennis Weiland (* 1974)

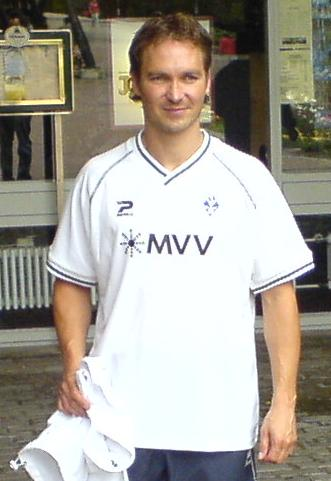
Dennis Weiland (* 1974)

- Weiland, Erich (1916–1992), deutscher Ingenieur und Politiker (CDU), MdB
- Weiland, Erna (1888–1954), deutsche Politikerin (SPD), MdL
- Weiland, Ernst, deutscher Schlagzeuger und Bandleader der Jazz- und Unterhaltungsmusik
- Weiland, Gadso (1869–1915), deutscher Maler und Grafiker
- Weiland, Gerd (* 1940), deutscher Politiker (SPD), MdHB
- Weiland, Gerd (* 1945), deutscher Bildhauer und Maler
- Weiland, Harald (1948–2009), deutscher Polizist und Präsident des Landeskriminalamts Saarland (1997–2008)
- Weiland, Heribert (* 1942), deutscher Wirtschaftswissenschaftler
- Weiland, Irma (1908–2003), deutsche Malerin und Zeichnerin
- Weiland, Johannes (1856–1909), niederländischer Genremaler, Aquarellist und Zeichner
- Weiland, Johannes (* 1977), deutscher Animator und Trickfilmregisseur
- Weiland, Josef (1882–1961), österreichischer Mundartdichter
- Weiland, Julius Johann († 1663), deutscher Komponist
- Weiland, Karl (* 1947), deutscher Badmintonspieler
- Weiland, Klaus (* 1947), deutscher Folk-GitarristKlaus Weiland (* 1947)

Klaus Weiland (* 1947)

- Weiland, Kurt (1910–1944), deutscher Widerstandskämpfer
- Weiland, Ludwig (1841–1895), deutscher Mediävist
- Weiland, Mathias (* 1956), deutscher Politiker (Bündnis 90/Die Grünen), MdL
- Weiland, Niclas (* 1972), deutscher Fußballspieler
- Weiland, Nils (* 1973), deutscher Politiker (SPD)
- Weiland, Paul (1949–2015), österreichischer evangelisch-lutherischer Theologe
- Weiland, Peter (1940–2014), deutscher Boxer
- Weiland, René (* 1957), deutscher Philosoph und Essayist
- Weiland, Ric (1953–2006), US-amerikanischer Software-Pioneer und Philanthrop
- Weiland, Ronny (* 1975), deutscher Volksmusiksänger
- Weiland, Sarah (* 1986), deutsch-amerikanische Volleyballspielerin
- Weiland, Scott (1967–2015), US-amerikanischer Sänger und MusikerScott Weiland (1967–2015)

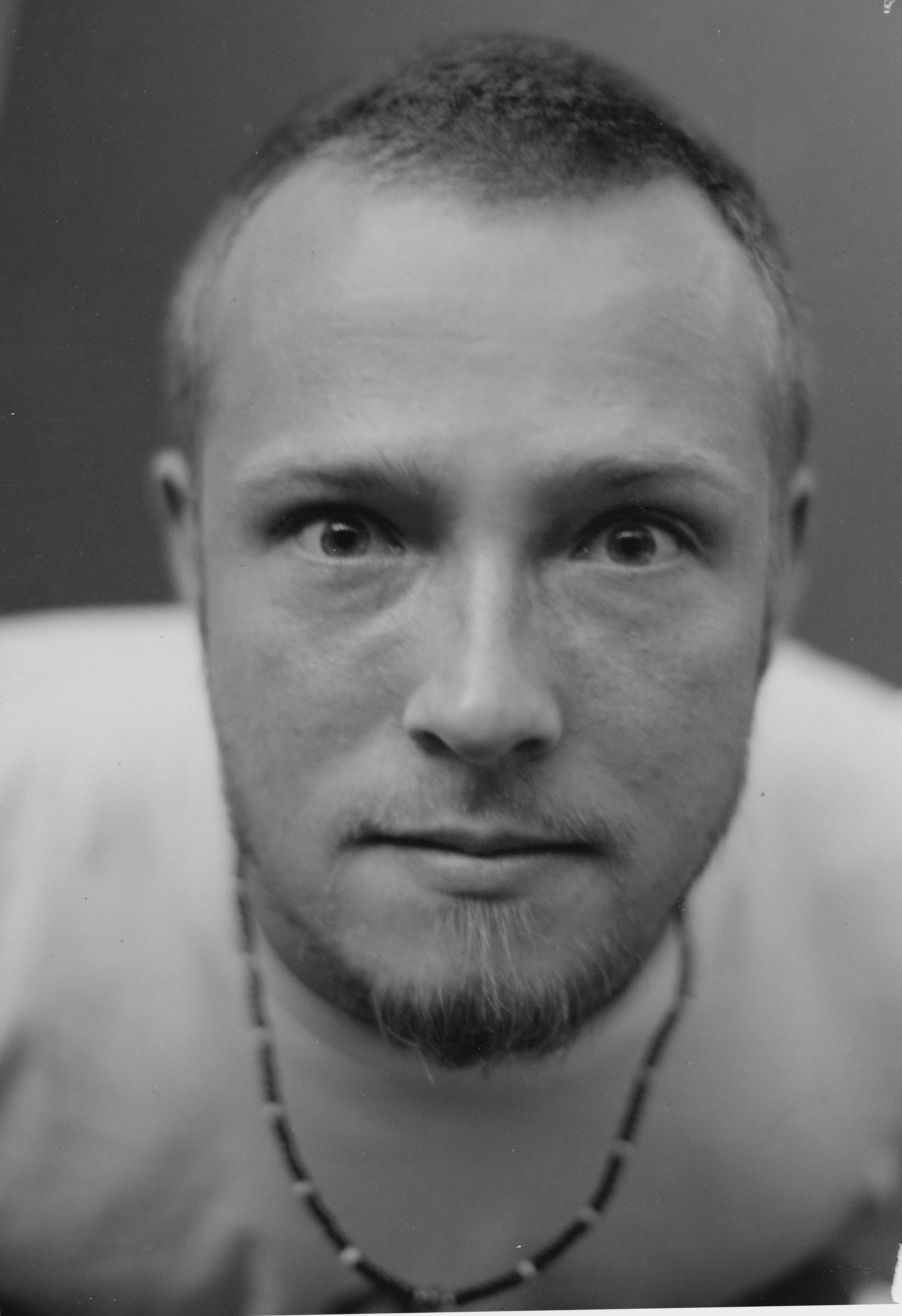
Scott Weiland (1967–2015)

- Weiland, Stephan (1958–2007), deutscher Epidemiologe und Hochschullehrer
- Weiland, Thomas (* 1951), deutscher Physiker
- Weiland, Wilfried (1944–2017), deutscher Leichtathlet
- Weiland, Wilhelm (1883–1959), deutscher Jurist, Präsident des OLG Dresden
- Weiland, Yanina (* 1994), deutsche Volleyballspielerin
- Weiland, Zoe (* 1984), deutsche Schauspielerin
- Weilandt, Gerhard (* 1957), deutscher Kunsthistoriker
- Weilandt, Hilmar (* 1966), deutscher Fußballspieler
- Weilandt, Mathias (* 1982), deutscher Politiker (Bündnis 90/Die Grünen)
- Weilandt, Tom (* 1992), deutscher FußballspielerTom Weilandt (* 1992)

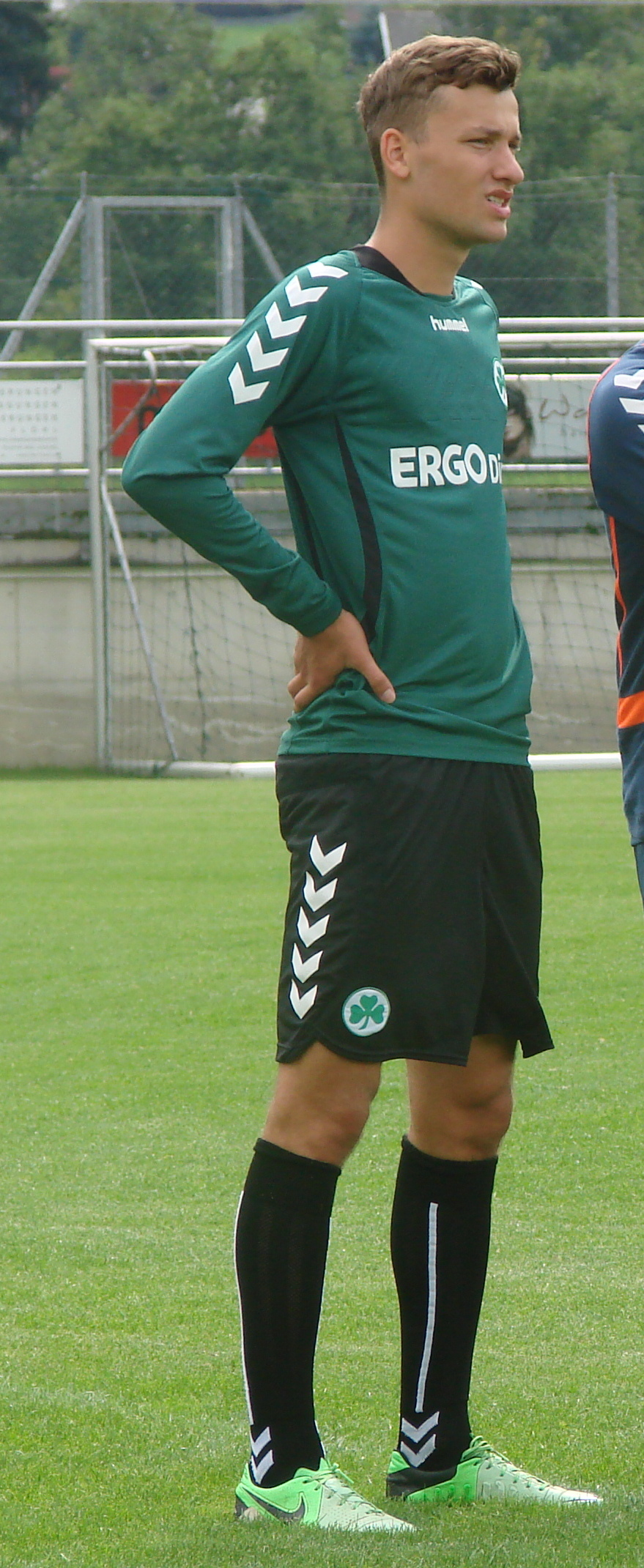
Tom Weilandt (* 1992)

### Weilb
- Weilbach, Philip (1834–1900), dänischer Akademiesekretär, Bibliothekar und Kunsthistoriker
- Weilbächer, Hans (1933–2022), deutscher Fußballspieler
- Weilbächer, Josef (1944–2020), deutscher Fußballspieler
- Weilbächer, Paul (1800–1876), nassauischer Politiker
- Weilbuchner, Gerald (* 1990), österreichischer Politiker (ÖVP), Landtagsabgeordneter

### Weile
- Weile, Poul R. (* 1954), dänischer bildender Künstler
- Weilemann, Peter R. (1949–2010), deutscher Politikwissenschaftler
- Weilen, Alexander von (1863–1918), österreichischer Schriftsteller
- Weilen, Helene (1898–1987), österreichische Schriftstellerin
- Weilen, Joseph von (1828–1889), österreichischer Schriftsteller
- Weilenmann, Elisabeth (* 1982), österreichische Autorin und Regisseurin
- Weilenmann, Gottfried (* 1894), Schweizer Radrennfahrer
- Weilenmann, Gottfried (1920–2018), Schweizer Radsportler
- Weilenmann, Johann Conrad (1896–1969), Schweizer Industriepionier, Generaldirektor der Knorr
- Weilenmann, Johann Jakob (1819–1896), Schweizer Alpinist
- Weilenmann, Leo (1922–1999), Schweizer Radrennfahrer
- Weilenmann, Paul (1925–2014), Schweizer Ökonom und Hochschullehrer
- Weilenmann-Roth, Hedwig (1913–2006), Schweizer Pfarrerin
- Weiler, A. H. (1908–2002), US-amerikanischer Filmkritiker und Journalist
- Weiler, Adolf (1851–1916), Schweizer Mathematiker
- Weiler, Albert (1863–1917), deutscher Humanmediziner und erster niedergelassener Kinderarzt in Würzburg
- Weiler, Albert (* 1965), deutscher Politiker (Werteunion, CDU), MdBAlbert Weiler (* 1965)
- Weiler, Anke (* 1972), deutsche Ruderin

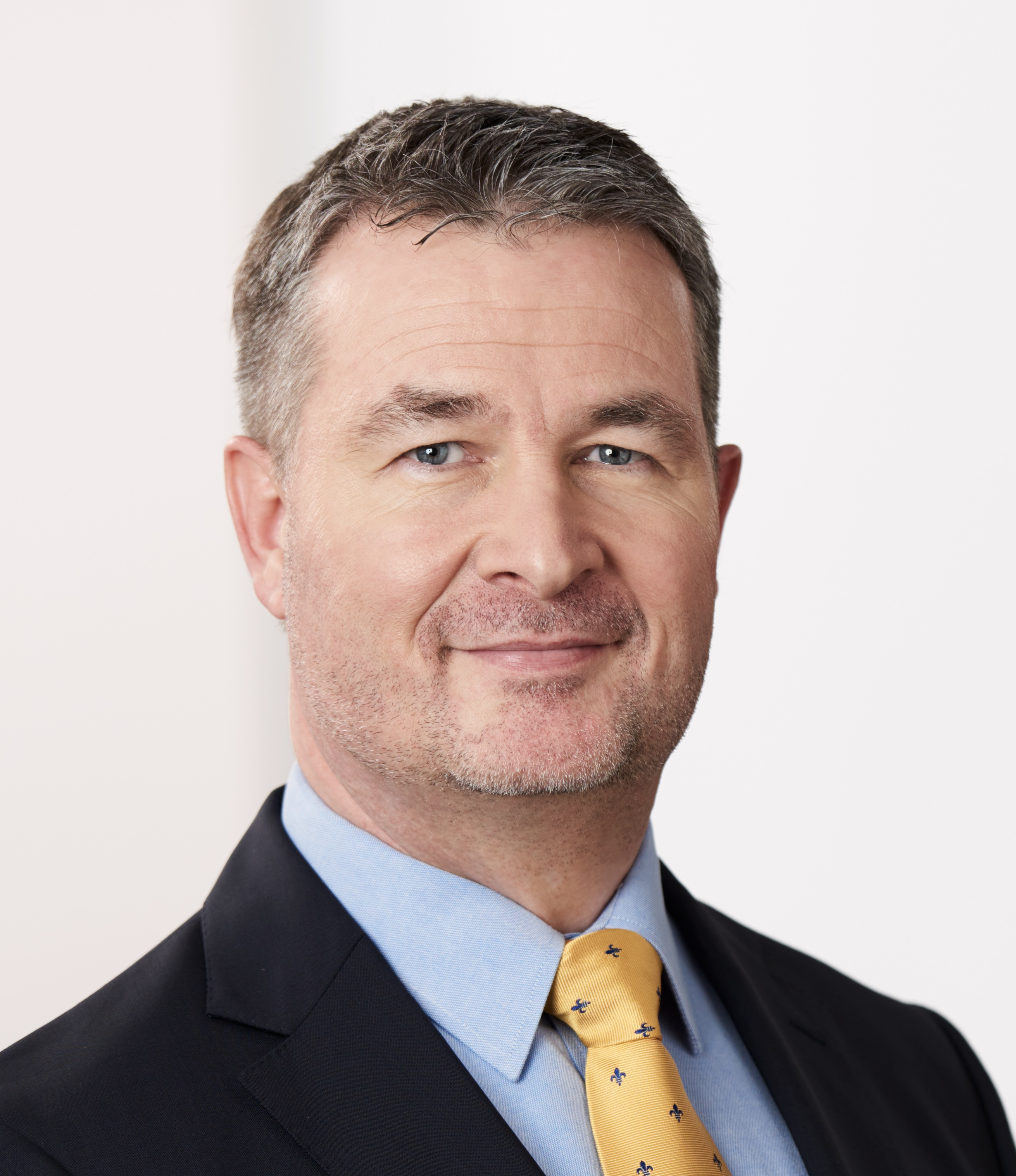
Albert Weiler (* 1965)

- Weiler, August (1914–2007), deutscher Landrat
- Weiler, Barbara (* 1946), deutsche Politikerin (SPD), MdB, MdEP
- Weiler, Bertram (1898–1972), deutscher Politiker (NSDAP), MdR
- Weiler, Carl von (1879–1922), deutscher Verwaltungsbeamter
- Weiler, Christian von († 1717), kurbrandenburgischer Chef der Artillerie und kaiserlicher Generalmajor
- Weiler, Clemens (1909–1982), deutscher Kunsthistoriker
- Weiler, Dirk, deutscher Sänger, Tänzer, Schauspieler und MusicaldarstellerDirk Weiler

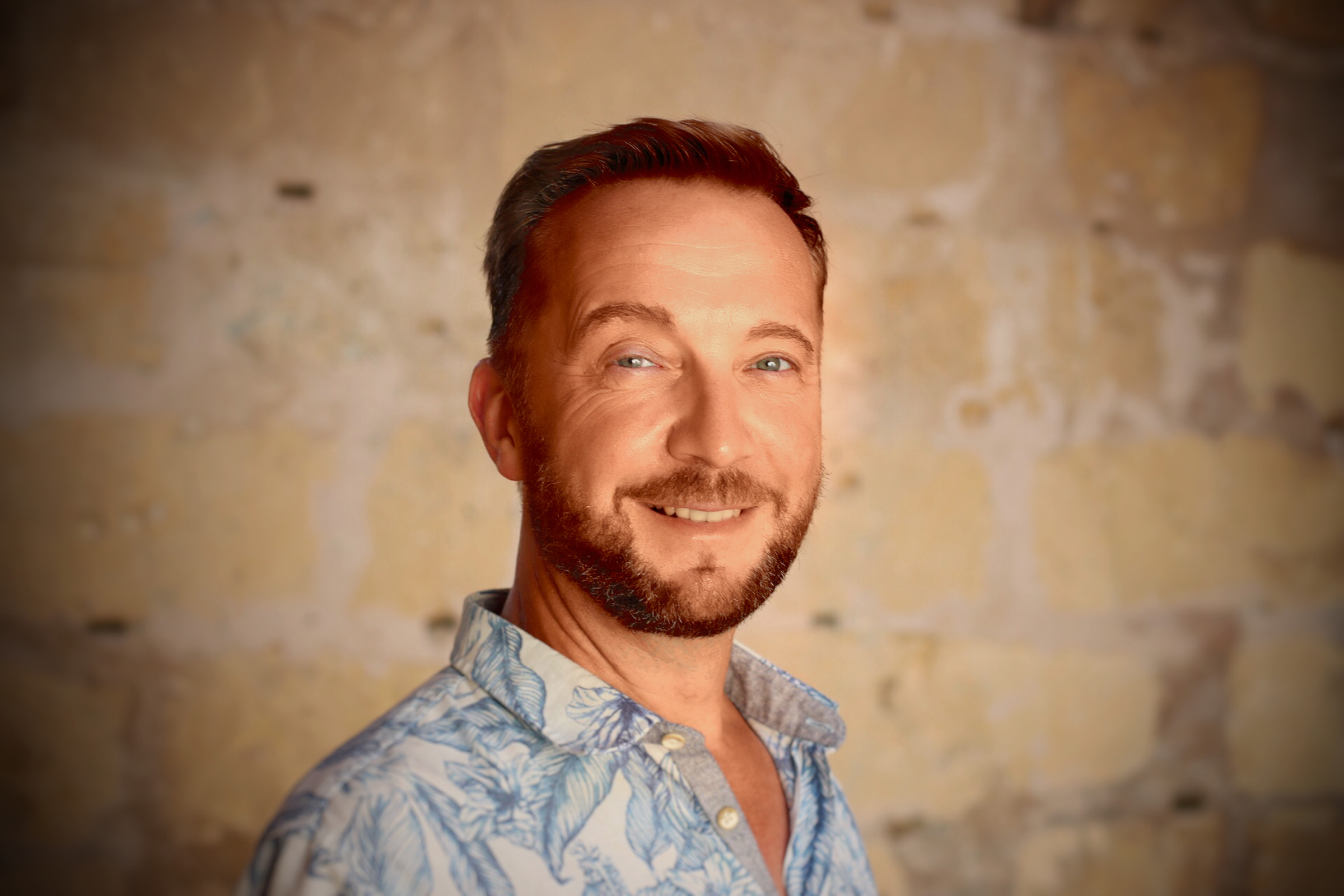
Dirk Weiler

- Weiler, Dorothea Arnoldine von (1864–1956), niederländische Malerin
- Weiler, Elfriede (1906–1984), deutsche Politikerin (SPD), MdL
- Weiler, Elmar (* 1949), deutscher Wissenschaftler
- Weiler, Ernst von (1625–1693), deutscher Generalmajor, Chef des kurbrandenburger Artillerie
- Weiler, Eugen (1900–1992), deutscher Pfarrer
- Weiler, Eugen (1926–1985), deutscher Architekt
- Weiler, Frank (* 1968), deutscher Jurist
- Weiler, Gerda (1921–1994), deutsche Psychologin und Pädagogin
- Weiler, Günter (* 1951), deutscher Generalleutnant
- Weiler, Hannes (* 1981), deutscher Theater- und Hörspielregisseur, Autor und Videokünstler
- Weiler, Hans (* 1934), deutsch-US-amerikanischer Erziehungs- und Politikwissenschaftler und Hochschullehrer
- Weiler, Harald (* 1958), deutscher Schauspieler und Theaterregisseur
- Weiler, Heinz-Rudolf (* 1955), deutscher Fußballspieler
- Weiler, Ingomar (1938–2023), österreichischer Althistoriker
- Weiler, Jan (* 1967), deutscher Journalist und SchriftstellerJan Weiler (* 1967)

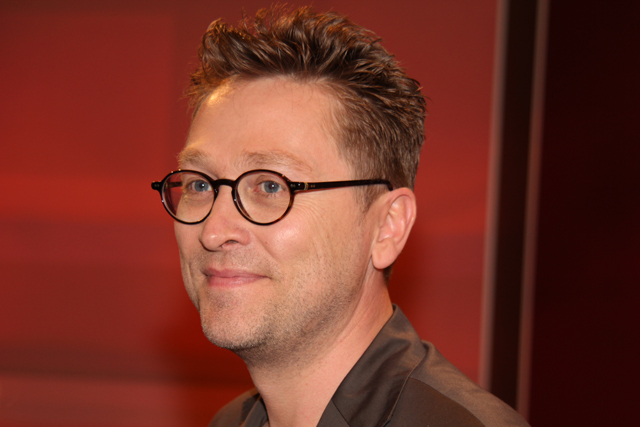
Jan Weiler (* 1967)

- Weiler, Joachim (1947–1999), deutscher Politiker (CDU) und Landrat
- Weiler, Johannes V., deutscher römisch-katholischer Geistlicher, Abt von Marienstatt
- Weiler, Joseph (1791–1867), nassauischer Politiker
- Weiler, Joseph H. H. (* 1951), amerikanischer Rechtswissenschaftler
- Weiler, Julius (1850–1904), deutscher Chemiker und Unternehmer
- Weiler, Justus (1585–1635), brandenburgischer Kriegsrat
- Weiler, Karl (1878–1973), deutscher Arzt
- Weiler, Karl (1889–1971), deutscher Kommunalpolitiker
- Weiler, Karl Josef (1901–1939), deutscher NS-Funktionär und Landrat des Kreises Geldern
- Weiler, Kaspar (1506–1580), bayerischer Patrizier
- Weiler, Kurt (1921–2016), deutscher Trickfilmregisseur
- Weiler, Leonhard (1549–1601), Kaufmann und Bürgermeister von Berlin
- Weiler, Lina von (1830–1890), deutsch-französische Porträt- und Genremalerin
- Weiler, Lucien (* 1951), luxemburgischer Politiker (CSV), Mitglied der Chambre
- Weiler, Luis (1863–1918), deutscher Eisenbahn-Bauingenieur und Leiter der siamesischen Staatsbahn
- Weiler, Margrit (1906–1986), österreichische Bühnen- und Filmschauspielerin, Theaterregisseurin und Schauspiellehrerin
- Weiler, Marie (1809–1864), österreichische Schauspielerin und Sängerin
- Weiler, Max (1900–1969), Schweizer Fussballspieler
- Weiler, Max (1910–2001), österreichischer Maler
- Weiler, Milo von, katholischer Priester, Benediktiner und Abt des Klosters Murrhardt
- Weiler, René (* 1973), Schweizer Fussballspieler und -trainerRené Weiler (* 1973)

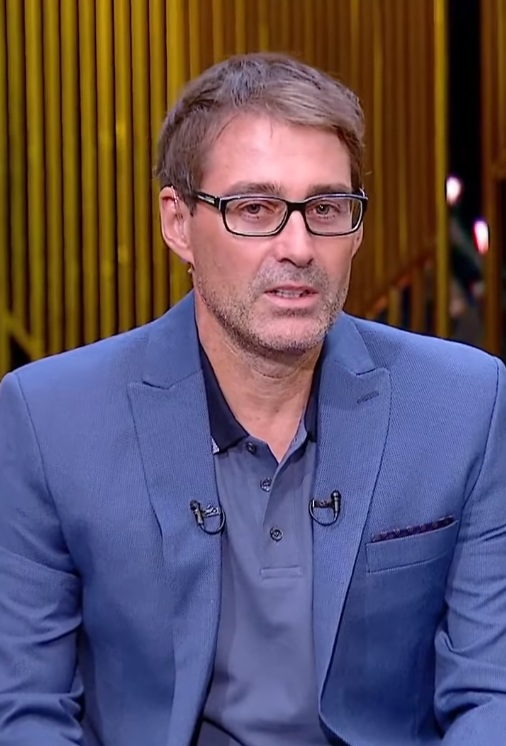
René Weiler (* 1973)

- Weiler, Reto (* 1947), schweizerischer Neurobiologe
- Weiler, Rudolf (* 1928), österreichischer Theologe und römisch-katholischer Sozialethiker
- Weiler, Sepp (1921–1997), deutscher Skispringer
- Weiler, Simone (* 1978), deutsche Schwimmerin
- Weiler, Sophie von (* 1958), niederländische Hockeyspielerin
- Weiler, Stefan (* 1960), deutscher Kirchenmusiker, Dirigent und Musikpädagoge
- Weiler, Stephan (* 1984), Schweizer Model, Mister Schweiz des Jahres 2008
- Weiler, Thomas (* 1978), deutscher Übersetzer, Herausgeber und Literaturvermittler
- Weiler, Toni (1894–1970), deutscher Opernsänger
- Weiler, Ulrich (* 1943), deutscher Handballspieler und -trainer
- Weiler, Ulrike (1956–2020), deutsche Verhaltensphysiologin und Hochschullehrerin
- Weiler, Walter (1903–1945), Schweizer Fussballspieler
- Weiler, Wayne (1934–2005), US-amerikanischer Rennfahrer
- Weiler, Wilhelm von († 1878), deutscher Bauingenieur und Architekt
- Weiler, Wolfgang (* 1952), deutscher Kaufmann und Vorstandssprecher der HUK-Coburg
- Weiler-Babb, Nick (* 1995), US-amerikanisch-deutscher BasketballspielerNick Weiler-Babb (* 1995)

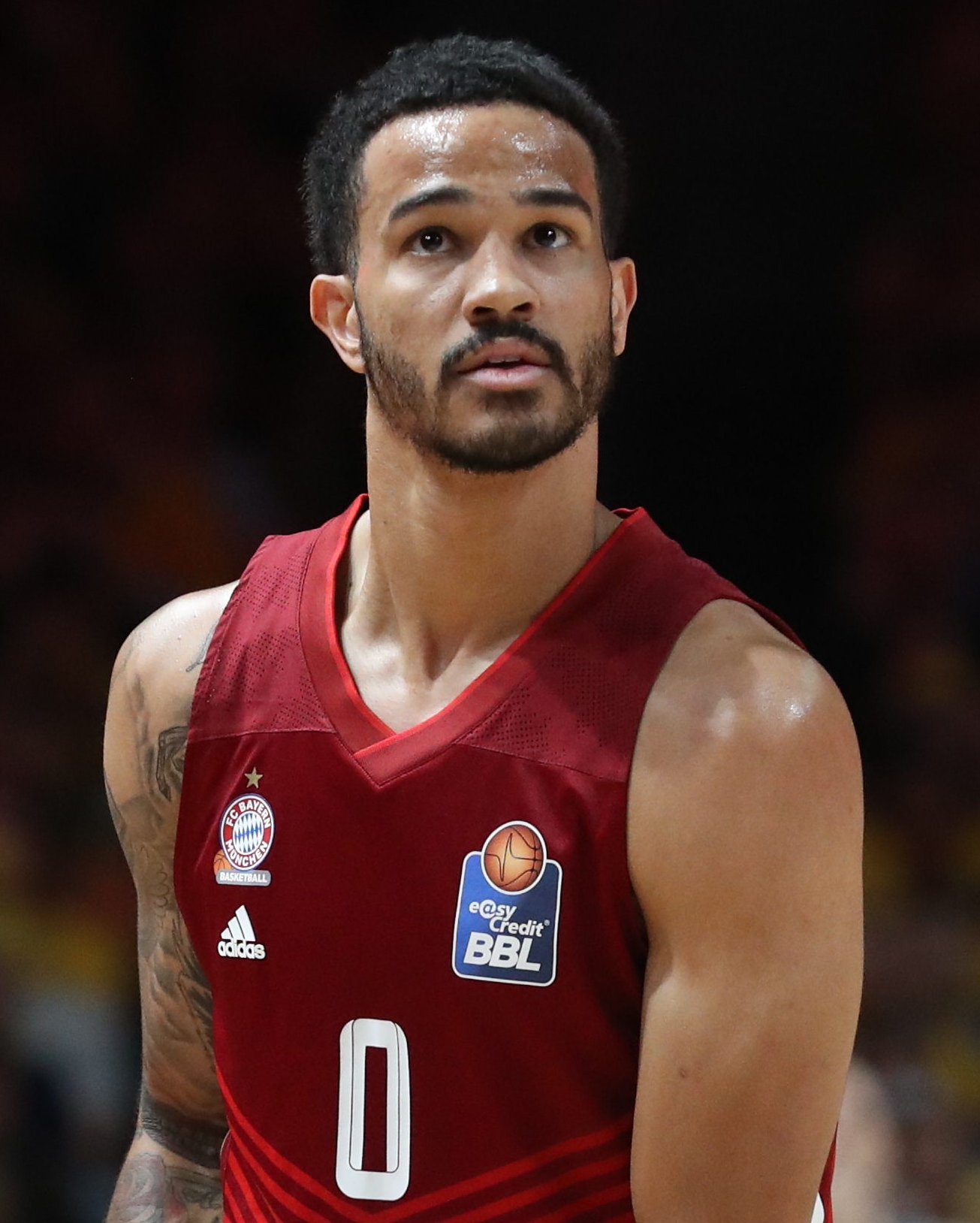
Nick Weiler-Babb (* 1995)

- Weilerstein, Alisa (* 1982), amerikanische Cellistin
- Weilerstein, Joshua (* 1987), amerikanischer Violinist und Dirigent
- Weilert, Roman (* 1979), deutscher Eishockeyspieler

### Weilg
- Weilguni, Bettina (* 1968), österreichische Badmintonspielerin

### Weilh
- Weilhammer, Franz (1891–1963), deutscher Schauspieler, Rundfunk- und Synchronsprecher
- Weilhammer, Josef (1930–2011), deutscher Kirchenmaler, Maler, Zeichner und Grafiker
- Weilharter, Doris (* 1952), österreichische Mittel- und Langstreckenläuferin
- Weilharter, Engelbert (* 1953), österreichischer Politiker (FPÖ), Landtagsabgeordneter, Mitglied des Bundesrates
- Weilharter, Yvonne (* 2000), österreichische Fußballspielerin
- Weilhartner, Rudolf (* 1935), österreichischer Autor und Lehrer

### Weili
- Weiling, Franz (1909–1999), deutscher Biologe

### Weilk
- Weilkiens, Tim (* 1971), deutscher Systems Engineer

### Weill
- Weill, Alain (* 1946), französischer Kunstkritiker und Ausstellungsmacher
- Weill, Alain (* 1961), französischer Manager und Unternehmer
- Weill, Albert (1867–1950), deutscher Chorleiter, Chasan und Komponist
- Weill, Berthe (1865–1951), französische Galeristin und Kunsthändlerin
- Weill, Dave (* 1941), US-amerikanischer Diskuswerfer
- Weill, Erwin (* 1885), österreichischer Schriftsteller
- Weill, Eugénie (1860–1941), französische Philanthropin und Feministin
- Weill, Friedrich (1858–1934), deutscher Rechtsanwalt und Politiker
- Weill, Georges (1882–1970), deutscher Redakteur und Politiker (SPD), MdR
- Weill, Georges (1934–2022), französischer Archivar und Historiker
- Weill, Hermann (1924–1945), deutscher Student der Rechtswissenschaften und Widerstandskämpfer gegen das NS-Regime
- Weill, Jean, Schweizer Fechter
- Weill, Joseph (1902–1988), französischer Mediziner und Widerstandskämpfer
- Weill, Kurt (1900–1950), deutsch-US-amerikanischer KomponistKurt Weill (1900–1950)

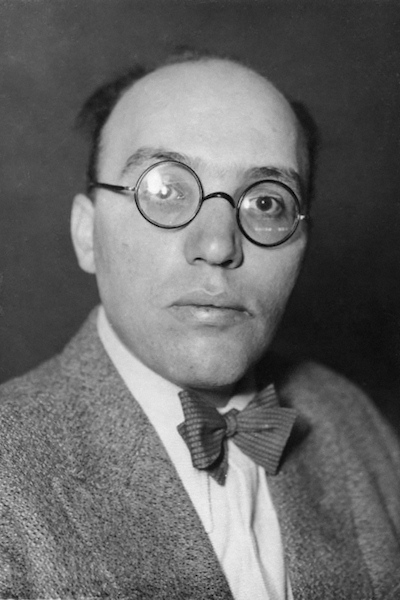
Kurt Weill (1900–1950)

- Weill, Raymond (1874–1950), französischer Ägyptologe
- Weill, Roland (* 1948), französischer Ruderer
- Weill, Sanford I. (* 1933), US-amerikanischer Unternehmer, Gründer der "Citigroup"
- Weille, Benny de (1915–1977), deutscher Swingklarinettist, Komponist, Arrangeur, Bandleader und Musikproduzent
- Weiller, Cajetan (1761–1826), deutscher Geistlicher und Pädagoge
- Weiller, Lazare (1858–1928), französischer Forscher, Erfinder, Industrieller und Politiker
- Weiller, Paul-Louis (1893–1993), französischer Unternehmer und Kunstmäzen
- Weiller, Raymond (1938–2022), luxemburgischer Historiker und Numismatiker

### Weilm
- Weilmaier, Anton (1920–1981), deutscher Politiker (SPD), Bürgermeister und MdL Bayern
- Weilmann, Dennis (* 1975), deutscher Jurist und Politiker (CDU)

### Weiln
- Weilnböck, Luitpold (1865–1944), deutscher Landwirt und Politiker (DNVP), MdR

### Weils
- Weilshaeuser, Walter (* 1880), deutscher Journalist, Chefredakteur der Siegener Zeitung